# Gökhan Ünal
Gökhan Ünal (Ankara, 23 luglio 1982) è un allenatore di calcio ed ex calciatore turco, di ruolo attaccante.

## Palmarès

### Club
- Coppa di Turchia: 2

Kayserispor: 2008
Trabzonspor: 2010
- Supercoppa Turca: 1

Trabzonspor: 2010

### Individuale
- Capocannoniere del campionato turco: 1

2005-2006 (25 gol)